# Trashed, Lost & Strungout
Trashed, Lost & Strungout es el primer EP lanzado por el grupo de death metal melódico Children of Bodom y publicado por la casa discográfica Spinefarm Records. Fue grabado entre el 21 de marzo y el 2 de abril de 2004 en los estudios Astia propiedad de Anssi Kippo, y fue lanzado el 25 de octubre de ese mismo año. Aparte de la versión EP, también fue lanzado como DVD. El DVD incluye 8 canciones, más un vídeo donde se puede ver al grupo buscando un nuevo lugar de ensayo y enseñando los lugares más importantes para ellos, como son el lago Bodom y diversos sitios de Helsinki. También se ve a la banda pasar una noche de fiesta en la ciudad de Helsinki. La canción Trashed, Lost & Strungout también aparece en su siguiente álbum Are You Dead Yet?.

## Lista de canciones (EP)
1. "Trashed, Lost & Strungout" (Alexi Laiho) – 4:02
2. "Knuckleduster" (Alexi Laiho) – 3:30
3. "Bed of Nails" (Versión de Alice Cooper) – 3:58
4. "She Is Beautiful" (Versión de Andrew W.K.) – 3:26

Contenidos extras:
1. "Trashed, Lost & Strungout" Vídeo musical
2. "Trashed and Lost In Helsinki - Children of Bodom's Night Out" Vídeo

## Lista de canciones (DVD)
1. "Trashed, Lost & Strungout" Vídeo musical
2. "Knuckleduster"
3. "Bed of Nails" (Alice Cooper versión)
4. "She Is Beautiful" (Andrew W.K. versión)
5. "Andrew W.K. Greets Children of Bodom"
6. "Angels Don't Kill (Remix)"
7. "Trashed and Lost In Helsinki - Children of Bodom's Night Out"
8. "Sixpounder" Vídeo musical
9. "Downfall" Vídeo en directo en el Tuska Open Air Metal Festival
10. "Everytime I Die" Vídeo en directo en el Tuska Open Air Metal Festival

## Créditos
- Alexi "Wildchild" Laiho - Voz/Guitarra solista/Líder
- Roope Latvala - Guitarra rítmica
- Janne Wirman - Teclados
- Henkka Seppälä - Bajo
- Jaska Raatikainen - Batería

## Posicionamiento
| Listas                                | Posiciones |
| ------------------------------------- | ---------- |
| Finlandia (OFC)                       | 1          |
| Alemania (Offizielle Deutsche Charts) | 89         |